# Michael A. Feighan

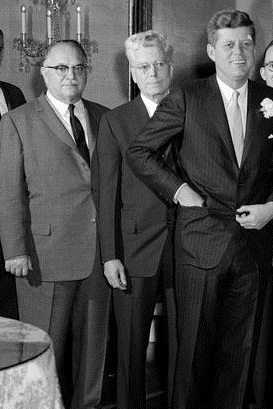
Feighan (Mitte) mit US-Präsident Kennedy (rechts) und Frank T. Bow (links)

Michael Aloysius Feighan (* 16. Februar 1905 in Lakewood, Ohio; † 19. März 1992 in Washington, D.C.) war ein US-amerikanischer Politiker der Demokratischen Partei. Vom 3. Januar 1943 bis 3. Januar 1971 war er Mitglied des Repräsentantenhauses der Vereinigten Staaten für den 20. Kongressdistrikt des Bundesstaates Ohio.

## Biografie
Geboren wurde Michael Feighan in Lakewood. Dort besuchte er die öffentlichen Schulen. Die High School besuchte er an der St. Ignatius High School. Anschließend studierte er für zwei Jahre an der John Carroll University. Seinen Bachelor of Arts erhielt er 1927 an der Princeton University. Der Bachelor of Laws folgte 1931 an der Harvard University. Im selben Jahr wurde er als Rechtsanwalt zugelassen und praktizierte fortan in Cleveland.
Seine politische Laufbahn begann 1937, als er einen Sitz im Repräsentantenhaus von Ohio einnahm. Diesen Sitz hatte er bis 1940 inne. Bei den Kongresswahlen 1942 wurde er als Vertreter des 20. Distrikts von Ohio ins US-Repräsentantenhaus gewählt. Seinen Sitz konnte er bei den dreizehn folgenden Wahlen verteidigen. Sein Nachfolger wurde 1971 James V. Stanton. Feighan war Delegierter bei den Democratic National Conventions 1944, 1948, 1952, 1956 und 1968.
Feighan war mit Florence verheiratet. Sein Neffe Ed Feighan saß ebenfalls im Repräsentantenhaus. Feighan lebte bis zu seinem Tod in der Bundeshauptstadt.